# 聖闘士星矢 黄金伝説
『聖闘士星矢 黄金伝説』（セイントセイヤ おうごんでんせつ）は、バンダイが発売したファミリーコンピュータ用ゲームソフト。車田正美の漫画、およびアニメ『聖闘士星矢』を原作とするアクションアドベンチャーシミュレーションゲームである。原作の冒頭から十二宮での黄金聖闘士との戦いまでをゲームで再現している。
本稿では、続編となる『聖闘士星矢 黄金伝説完結編』（セイントセイヤ おうごんでんせつかんけつへん）、および『黄金伝説』と『黄金伝説完結編』をまとめた1本のゲームソフトとしてリメイクした『聖闘士星矢 黄金伝説編 Perfect Edition』（セイントセイヤ おうごんでんせつへん パーフェクト エディション）についても併せて述べる。

## 聖闘士星矢 黄金伝説
『聖闘士星矢』としては、初のゲーム化作品となる。原作の冒頭から十二宮での黄金聖闘士との戦いをゲームで再現しているものの、発売当時はまだアニメ放送が黄金聖闘士との戦いの途中であり、また首謀者である教皇の正体も明かされていなかったことから、登場しない黄金聖闘士がいたり最終ボスも原作漫画の掲載誌である『週刊少年ジャンプ』誌上での読者公募によるゲームオリジナルのキャラクターとなっている。教皇との決着は次作『聖闘士星矢 黄金伝説完結編』まで持ち越し。VSモードではグラードコロッセオで星矢VS星矢という特別試合が始まる。
ザコ敵にも苦労する戦闘バランスである上に、システムの分かりづらさから高難易度ゲームとして知られる。
2003年にはワンダースワン用ソフト『聖闘士星矢 黄金伝説編 Perfect Edition』として、『黄金伝説完結編』とともに1本のソフトとしてゲームバランスとグラフィックを変えて発売した。
2013年11月7日発売のニンテンドー3DS用ソフト『バンダイナムコゲームスPRESENTS Jレジェンド列伝』と、2018年7月7日発売の『ニンテンドークラシックミニ ファミリーコンピュータ 週刊少年ジャンプ創刊50周年記念バージョン』に、本作と『完結編』が共にそのまま収録された。

### ゲームシステム
主人公の星矢を操作してパンチ・キック・衝撃波で雑兵を倒しつつ、ボスの待つ場所へと出向く。冒険する場所は町の中を始め、洞窟や山岳地帯へも広がっていく。難易度の高いステージには、当ソフトの付録である「秘テクニック集」が役立つことがある。ボスに遭遇すると1対1のシミュレーション式コマンド選択方式バトルになる。星矢はダメージ（HP）とコスモ（MP）を持っており、1ターンずつコスモを「攻撃」「精神」「防御」「移動」の4つのパワーに振り分けて戦う。ボス敵を倒していくことでストーリーが進んでいく。なお、ボス戦を含め、すべての戦闘で逃げることが可能。
ボス戦でダメージが0になると、魔鈴や美穂に救われて再挑戦となるが、ダメージ、コスモ、EXPの値などが少し前の状態に戻される。移動中の場合、前のボス戦の直後の状態に戻される。ゲームオーバーはないが、コスモがなくなればボス敵を倒すことができず進めなくなる。最悪の場合、コスモを集めることができなくなり、リセットを余儀なくされる例もある。
ゲームの続きはパスワード入力だが、倒したはずのボスが復活したり、手に入ったはずの射手座の黄金聖衣パーツがまだ手に入っていない状態に戻ったりする。
直感ではゲームのシステムが理解しづらく、説明書にも詳しく書いていない。

### 登場人物
- 主人公 - ペガサス星矢
- 青銅聖闘士 - 4人とも最初は敵として登場し、打倒後仲間になる
  - ドラゴン紫龍
  - キグナス氷河
  - アンドロメダ瞬
  - フェニックス一輝
- 暗黒聖闘士
  - ブラックフェニックス（ゲーム中では「ブラッククロス」と表記）
  - ブラックペガサス
  - ブラックドラゴン
  - ブラックスワン
  - ブラックアンドロメダ
- 白銀聖闘士
  - 鷲星座の魔鈴
  - 蛇遣い星座のシャイナ
  - カシオス
  - ドクラテス
  - 御者星座のカペラ
  - 地獄の番犬星座のダンテ
  - 蜥蜴星座のミスティ
  - ケンタウルス星座のバベル
  - 烏星座のジャミアン
  - 白鯨星座のモーゼス
  - 猟犬星座のアステリオン
  - ペルセウス星座のアルゴル
- 黄金聖闘士
  - 牡牛座のアルデバラン
  - 双子座のジェミニ
  - 蟹座のデスマスク
  - 獅子座のアイオリア
  - 乙女座のシャカ
  - 蠍座のミロ
  - シャドー
- 味方
  - 城戸沙織
  - 辰巳徳丸
  - 美穂
  - 春麗
  - 牡羊座のムウ
  - 老師

## 聖闘士星矢 黄金伝説完結編
『聖闘士星矢 黄金伝説』（以下「前作」とする）の続編。
矢座のトレミーが放った黄金の矢により瀕死の重傷を負わされたアテナ・城戸沙織を救うために、黄金聖闘士が守る十二宮を突破するのが目的。ステージクリア型になっており、十二宮および教皇の間の全13ステージ構成。前作では中途半端だった十二宮での死闘を再現しており、各宮までのアクションステージと、各宮での黄金聖闘士との戦闘（またはイベント）の2つの要素がある。
キャラクターデザインはアニメ準拠だが、設定には一部原作のものが採用されている（キグナス氷河が水瓶座のカミュと既に面識がある、アンドロメダ瞬の師の名がダイダロスなど）。
2003年にはワンダースワン用ソフト『聖闘士星矢 黄金伝説編 Perfect Edition』として、前作と本作が共に1本のソフトとしてリメイクされた。
2013年11月7日発売のニンテンドー3DS用ソフト『バンダイナムコゲームスPRESENTS Jレジェンド列伝』に、前作と本作が共にそのまま収録された。

### ゲームシステム（完結編）
アクションステージは前作と異なり、ペガサス星矢以外のキャラクターも操作可能。能力はそれぞれ異なる。ステータスは「COSMO（コスモ）」「LIFE（ライフ）」「SEVENSENSES（セブンセンシズ）」の3つ。コスモの数値が攻撃力と射程に関係し、大きいほうが有利。
宮までの道をアクションをしつつ進む。穴に落ちるとライフが減少し、最初からやり直しになる。道中に現れる雑兵を倒せば金牛宮のステージからセブンセンシズを獲得できる。雑兵からダメージを受けるとコスモとライフが同時に減り、いずれかが0でそのキャラクターは使用不能となる。また、一定時間スクロールしないと、岩石が真上から降ってくる。
宮に着くと、特定のステージを除き黄金聖闘士との戦闘が始まる。基本は、攻撃して敵のコスモかライフを0にすればクリア。戦闘の前に、獲得してきたセブンセンシズをコスモとライフに振り分けて還元できる。攻撃力はコスモの数値が影響し、コスモが低くなると攻撃力は低下し与えるダメージも小さくなる。敵に攻撃が効かない場合もあるが、こちらも十字キーの左右で敵の攻撃を避けられる場合がある。
コスモかライフが0になるとそのステージでは使用不能となり（一部例外あり）、違うキャラクターに変えて再度アクションステージから始める。その前に仲間を呼べば戦闘を継続できるが、敵に拒否されたり、攻撃される場合も多い。会話によって回復のチャンス、敵の弱体化、強力な必殺技の追加など、展開が有利になることがある。会話なくしてはダメージすら与えられない敵も存在。ステージによっては、戦闘の最中に異世界に飛ばされ、そこから脱出するアクションステージが存在する。
クリアすると、基本的には止めを刺したキャラクターのコスモとライフの最大値が上がり、敗れたキャラクターも復活して次のステージに進む。ただし後半には特定のキャラクターが戦線離脱する場合もある。
各ステージで特定のキャラクターを選ぶと、使用不能からの復活や必殺技の追加などが可能になり戦闘を有利に進められる。そのキャラクター以外ではクリア不可能な場合もあり、選択には原作およびアニメのストーリーの知識が必要。

### 登場人物（完結編）
- 操作キャラクター（青銅聖闘士）
  - ペガサス星矢
  - ドラゴン紫龍
  - キグナス氷河
  - アンドロメダ瞬
  - フェニックス一輝（特定ステージのみ）
- 黄金聖闘士
  - 牡羊座のムウ
  - 牡牛座のアルデバラン
  - 双子座の黄金聖闘士
  - 蟹座のデスマスク
  - 獅子座のアイオリア
  - 乙女座のシャカ
  - 老師（天秤座の黄金聖闘士）
  - 蠍座のミロ
  - 射手座のアイオロス
  - 山羊座のシュラ
  - 水瓶座のカミュ
  - 魚座のアフロディーテ
  - 教皇（双子座のサガ）
- その他
  - 城戸沙織（女神アテナ）
  - 鷲星座の魔鈴
  - 春麗
  - カシオス
  - 矢座のトレミー

### 評価（完結編）
ファミコン通信クロスレビューでは6、7、7、6の26点。レビュアーは前作と違い純粋なアクションゲームになっていて原作に忠実な内容だが知らないと楽しめず原作ファン向けだとし、アクション面はなんとなく無意味に感じられる、前作より黄金聖闘士は強く苦戦するとした。

## 聖闘士星矢 黄金伝説編 Perfect Edition
ワンダースワンカラー用ゲームソフトとして、2003年7月31日にバンダイから発売。ファミリーコンピュータ用ソフト『聖闘士星矢 黄金伝説』と、その続編『聖闘士星矢 黄金伝説完結編』の内容を一本にまとめたリメイク作品。グラフィックを一新して新キャラクターも追加されている。
単純な原典ゲームの二本立てではなく、『黄金伝説』をベースに『完結編』のシナリオまで含めて再構成したものであり、原作開始から黄金聖闘士編までを描いたPerfect Edition（完全版）となっている。